# سیارک ۱۳۳۲۵۰
سیارک ۱۳۳۲۵۰ (به انگلیسی: 133250 Rubik، نامگذاری:2003RK8) صد و سی و سه هزار و دویست و پنجاهمین سیارک کشف شده‌است که در ۵ سپتامبر ۲۰۰۳ کشف شد.